# Emilian Birdaș
Emilian Birdaș (n. 23 noiembrie 1921, Rohia, județul Someș; d. 5 aprilie 1996, Caransebeș) a fost un episcop ortodox român, membru de onoare al Academiei Române. A condus Eparhia de Alba Iulia (1975-1990) și Eparhia Caransebeșului (1994-1996).

## Biografie
Ioan Birdaș s-a născut la data de 23 noiembrie 1921 în satul Rohia, aflat pe atunci în plasa Lăpuș din județul Someș. A intrat de tânăr ca frate în Mănăstirea Rohia (1935), fiind tuns în monahism tot acolo sub numele Emilian și hirotonit îndată ierodiacon și ieromonah (1941). Și-a început studiile la seminarul monahal de la Mănăstirea Cernica în anul 1936, dar le-a întrerupt din cauza ocupației Transilvaniei de Nord. A slujit o perioadă ca administrator parohial în unele parohii din jurul Rohiei și în jurul Mănăstirii „Sf. Ilie” din Toplița (1942-1944). 
Și-a reluat apoi studiile la Seminariile „Sf. Nicolae” din Râmnicu Vâlcea și „Nifon Mitropolitul” din București (1944-1948) și la Institutul Teologic Universitar din București (1948-1952). În timpul studiilor a fost hirotesit protosinghel (1947), funcționând un timp ca preot la Mănăstirea Călugăra – Oravița, stareț al Mănăstirii Muncelu din Baia de Arieș, apoi ca responsabil al internatului școlii de cântăreți bisericești de la Mănăstirea Radu Vodă din București.  
După absolvirea Facultății protosinghelul Emilian Birdaș a fost numit ca preot slujitor la Catedrala Patriarhală din București (1953-1957), apoi a devenit vicar administrativ la Episcopia Romanului și Hușilor (1957-1963). În anul 1958 a fost hirotesit arhimandrit. Ulterior devine preot-paroh al Catedralei Reîntregirii din Alba Iulia (1963-1973), unde la acel moment nu era o episcopie. 
La 11 iunie 1973 arhimandritul Emilian Birdaș a fost ales ca episcop-vicar al Arhiepiscopiei Sibiului, cu titulatura „Rășinăreanul”, fiind hirotonit întru arhiereu la data de 12 septembrie 1973. Ca episcop-vicar al Arhiepiscopiei Sibiului s-a preocupat de soluționarea problemelor pastoral-misionare din Harghita, Covasna și Mureș, contribuind la apropierea dintre confesiuni și etnii.

## Episcop la Alba Iulia, Arad și Caransebeș
În anul 1975 a fost reînființată Episcopia Ortodoxă de Alba Iulia. Emilian Birdaș a fost ales la 14 decembrie 1975 ca episcop al noii structuri bisericești. A fost instalat ca episcop în Catedrala Reîntregirii din Alba Iulia la 25 ianuarie 1976, unde a păstorit până în ianuarie 1990. Ca episcop s-a ocupat de organizarea noii Eparhii, de restaurarea unor monumente istorice, de ridicarea a numeroase biserici și pictarea lor. În timp ce în alte eparhii se demolau bisericile, acesta s-a opus cu vehemență distrugerii acestora, pilduitoare în acest sens fiind salvarea Bisericii „Sfântul Nicolae” din Miercurea Ciuc.
A restaurat vechea biserică a Mănăstirii Râmeț, alături de care a construit o biserică nouă, a cărei zidire a durat până în anul 1986. A renovat și construit Mănăstirea „Sf. Ilie” din Toplița (județul Harghita). A contribuit la reconstruirea din temelii a unui număr de 72 de biserici ortodoxe și la repararea altor sute de lăcașuri de cult.
La 18 ianuarie 1990, episcopul Emilian Birdaș a fost obligat să demisioneze din funcția de episcop de Alba Iulia într-un mod controversat, prin încălcarea canoanelor bisericești, nedreptate care i-a cauzat și un atac cerebral. Locul său la Alba Iulia a fost luat de Andrei Andreicuț, cel care a condus mișcarea de înlăturare din scaunul eparhial a titularului episcop Emilian.
În data de 4 aprilie 1990 episcopul Emilian Birdaș a fost reintegrat în Sfântul Sinod al Bisericii Ortodoxe Române, în calitate de arhiereu-vicar al Episcopiei Aradului, Ienopolei și Hălmagiului, cu titulatura „Arădeanul”. La 12 iulie 1994 a fost ales episcop al reînființatei Episcopii a Caransebeșului.
La Caransebeș a început construcția catedralei episcopale de azi și a reluat tipărirea Foii Diecezane și a Calendarului Românului. 
Episcopul Emilian Birdaș a trecut la cele veșnice la 5 aprilie 1996, în orașul Caransebeș.

## Operă literară
Episcopul Emilian Birdaș a publicat studii de teologie și istorie, dintre care amintim: 
- Originea istorică a voturilor monahale // Glasul Bisericii, an. XIII, 1954, nr. 9-10, p. 511—523;
- Stavropighia în dreptul bisericesc // Glasul Bisericii, an. XIV, 1955, nr. 34, p. 186—199;
- Alba Iulia, oraș bimilenar, Sibiu, 1975, 101 p.
- Satul Rohia și Mănăstirea Sf. Ana-Rohia // «Indrumatorul bisericesc de la Cluj», 1980, p. 169—201;
- Mănăstirea Râmeț, vatră de spiritualitate ortodoxă // «Indrumatorul pastoral», Alba Iulia, V, 1981, p. 116—136;
- Pagini din istoria scaunului vlădicesc ortodox român din Alba Iulia // «Indrumatorul pastoral», VI, 1982, p. 180—236,
- Satul și Mănăstirea Rohia din Țara Lăpușului județul Maramureș: studiu monografic, Bucuresti, 1994. — 268 p.

De asemenea, a publicat predici și articole în revistele: “Glasul Bisericii", “Mitropolia Ardealului", ”Telegraful Român", ”Îndrumătorul bisericesc de la Sibiu" și "Îndrumătorul pastoral de la Alba Iulia", pe care l-a inițiat, începând cu anul 1977 ș.a. 
A editat volumul "Biserici de lemn monumente istorice din Episcopia Alba Iuliei" (1987). În anul 1988 a reeditat Noul Testament de la Bălgrad din 1648. În anul 1989 a reeditat "Bucoavna de la Alba Iulia din 1699". 
La 10 noiembrie 1992 a fost ales membru de onoare al Academiei Române.